# Долгушин, Александр Максимович
Алекса́ндр Макси́мович Долгу́шин (6 (19) июня 1912, пос. Клин (ныне в границах г. Новомосковска) — 4 июня 1943, д. Белое Болото, Рогачёвский район, Гомельская область) — советский гребец (академическая гребля), семикратный чемпион СССР, первый заслуженный мастер спорта СССР по академической гребле (звание присвоено 27 июля 1940 года).

## Биография
Выступал за спортивное общество «Буревестник». Побеждал на довоенных чемпионатах СССР на одиночке и трижды сделал «золотой дубль» победами в двойке парной. В 1940 году на первенстве Москвы победил на одиночке с результатом в 7.15,1, который был превзойдён лишь через 12 лет олимпийским чемпионом Юрием Тюкаловым.
Учился в Школе тренеров при ГЦОЛИФК.
Добровольцем ушёл на фронт Великой Отечественной войны, воевал в ОМСБОНе, в отряде «Славный» вместе с другими знаменитыми советскими спортсменами, в звании младшего сержанта. В одном из эпизодов войны целую ночь переправлял через реку Болву пострадавших товарищей из отряда Чупеева на базу своего отряда. Выполнял секретные задания под огнём фашистов Погиб в бою. Похоронен в деревне Каменка Рогачевского района Гомельской области.
В послевоенные годы ежегодно 19 июня в день рождения спортсмена на Москве-реке среди спортсменов-гребцов разыгрывался почётный приз его имени. В наше время эти соревнования проводит клуб «Буревестник», за который постоянно выступал Александр Долгушин. За почётный трофей, серебряную фигурку с веслом, борются сильнейшие гребцы России.
В 2003 году именем Долгушина была названа улица в его родном посёлке